# Anii 1910
Anii 1910 au fost un deceniu care a început la 1 ianuarie 1910 și s-a încheiat la 31 decembrie 1919.

## Schimbări

### Tehnologie
- John Alcock și Arthur Brown efectuează primul zbor transatlantic non-stop.

### Știință
- Teoria relativității a lui Einstein.

### Conflicte militare și politice
- Primul Război Mondial

## Vezi și
- Anii 1910 în film